# Aïn El Melh
Aïn El Melh è un comune dell'Algeria, situato nella provincia di M'Sila.